# You and Me (film 1922)
You and Me è un cortometraggio muto del 1922 scritto e diretto da Arthur Hackett.

## Produzione
Il film fu prodotto dalla Century Film.

## Distribuzione
Distribuito dall'Universal Film Manufacturing Company, il film - un cortometraggio in due bobine - uscì nelle sale cinematografiche USA il 19 luglio 1922.